# Società Sportiva delle Signe 1938-1939
Questa voce raccoglie le informazioni riguardanti la  Società Sportiva delle Signe  nelle competizioni ufficiali della stagione 1938-1939.

## Rosa
| N. |                   | Ruolo | Calciatore      |
| -- | ----------------- | ----- | --------------- |
|    | Italia (bandiera) | C     | Elio Bertini    |
|    | Italia (bandiera) |       | Marino Bonardi  |
|    | Italia (bandiera) | C     | Ubaldo Bonciani |
|    | Italia (bandiera) | D     | Ivo Buzzegoli   |
|    | Italia (bandiera) | C     | Giorgio Ciardi  |
|    | Italia (bandiera) | P     | Mario Ercoli    |
|    | Italia (bandiera) | A     | Zino Franci     |
|    | Italia (bandiera) | D     | Turiddo Gheri   |
|    | Italia (bandiera) | C     | Silvano Grassi  |

| N. |                   | Ruolo | Calciatore         |
| -- | ----------------- | ----- | ------------------ |
|    | Italia (bandiera) | C     | Luigi Lessi        |
|    | Italia (bandiera) |       | Oliero Maggiorelli |
|    | Italia (bandiera) | D     | Augusto Mazzoni    |
|    | Italia (bandiera) | D     | Raffaello Nannucci |
|    | Italia (bandiera) | D     | Moreno Nesti       |
|    | Italia (bandiera) |       | Dino Pagliai       |
|    | Italia (bandiera) | A     | Sergio Pasquinucci |
|    | Italia (bandiera) | C     | Alessandro Rinaldi |
|    | Italia (bandiera) | A     | Walter Zironi      |